# Pete Brennan
Peter Joseph "Pete" Brennan (Brooklyn, Nueva York, 23 de septiembre de 1936-Nueva York, 8 de junio de 2012) fue un jugador de baloncesto estadounidense que disputó una temporada en la NBA. Con 1,98 metros de estatura, jugaba en la posición de alero.

## Trayectoria deportiva

### Universidad
Jugó durante tres temporadas con los Tar Heels de la Universidad de Carolina del Norte en Chapel Hill, en las que promedió 21,3 puntos y 11,7 rebotes por partido. En 1957 fue parte importante del equipo que consiguió el título de campeones de la NCAA, mientras que en 1958 fue elegido como Mejor Jugador de la Atlantic coast Conference. Fue incluido además ese mismo año en el segundo quinteto del All-American.

### Profesional
Fue elegido en la cuarta posición del Draft de la NBA de 1958 por New York Knicks, pero únicamente disputó 16 partidos como profesional, en los que promedió 2,5 puntos y 1,9 rebotes por noche. Tras darse cuenta de que no iba a tener éxito entre los profesionales, decidió retirarse al finalizar la temporada.

## Estadísticas de su carrera en la NBA

### Temporada regular
| Temporada | Edad | Equipo          | Liga | P  | TIT | MIN | TC  | TCA | %TC  | 3P | 3PA | %3P | TL  | TLA | %TL  | R.OF. | R.DEF. | REB | ASIS | ROB | TAP | PER | FP  | PTS |
| 1958-59   | 22   | New York Knicks | NBA  | 16 |     | 8.5 | 0.8 | 2.7 | .302 |    |     |     | 0.9 | 1.6 | .560 |       |        | 1.9 | 0.4  |     |     |     | 0.9 | 2.5 |
| Total     |      |                 | NBA  | 16 |     | 8.5 | 0.8 | 2.7 | .302 |    |     |     | 0.9 | 1.6 | .560 |       |        | 1.9 | 0.4  |     |     |     | 0.9 | 2.5 |

### Playoffs
| Temporada | Edad | Equipo          | Liga | P | MIN | TCA | TC | 3PA | 3P | TLA | TL | R.OF. | REB | ASIS | ROB | TAP | PER | FP | PTS | %TC  | %3P | %FT  | MIN | PTS | REB | AST |
| 1958-59   | 22   | New York Knicks | NBA  | 2 | 6   | 2   | 7  |     |    | 0   | 1  |       | 5   | 0    |     |     |     | 4  | 4   | .286 |     | .000 | 3.0 | 2.0 | 2.5 | 0.0 |
| Total     |      |                 | NBA  | 2 | 6   | 2   | 7  |     |    | 0   | 1  |       | 5   | 0    |     |     |     | 4  | 4   | .286 |     | .000 | 3.0 | 2.0 | 2.5 | 0.0 |